# Aussichtsplattform Vogelwinkel
Die Aussichtsplattform Vogelwinkel ist ein Holzturm in der Gemeinde Baar des Schweizer Kantons Zug.

## Situation
Die Aussichtsplattform Vogelwinkel ist Teil des im Jahre 2024 erbauten Schlaufenstegs. Über 26 Treppenstufen gelangt man zur Aussichtsplattform in 5 Meter Höhe. Diese bietet eine Aussicht auf das Neubauquartier Himmelrich der Stadt Baar und den Zugersee.

Panorama von der Aussichtsplattform Vogelwinkel

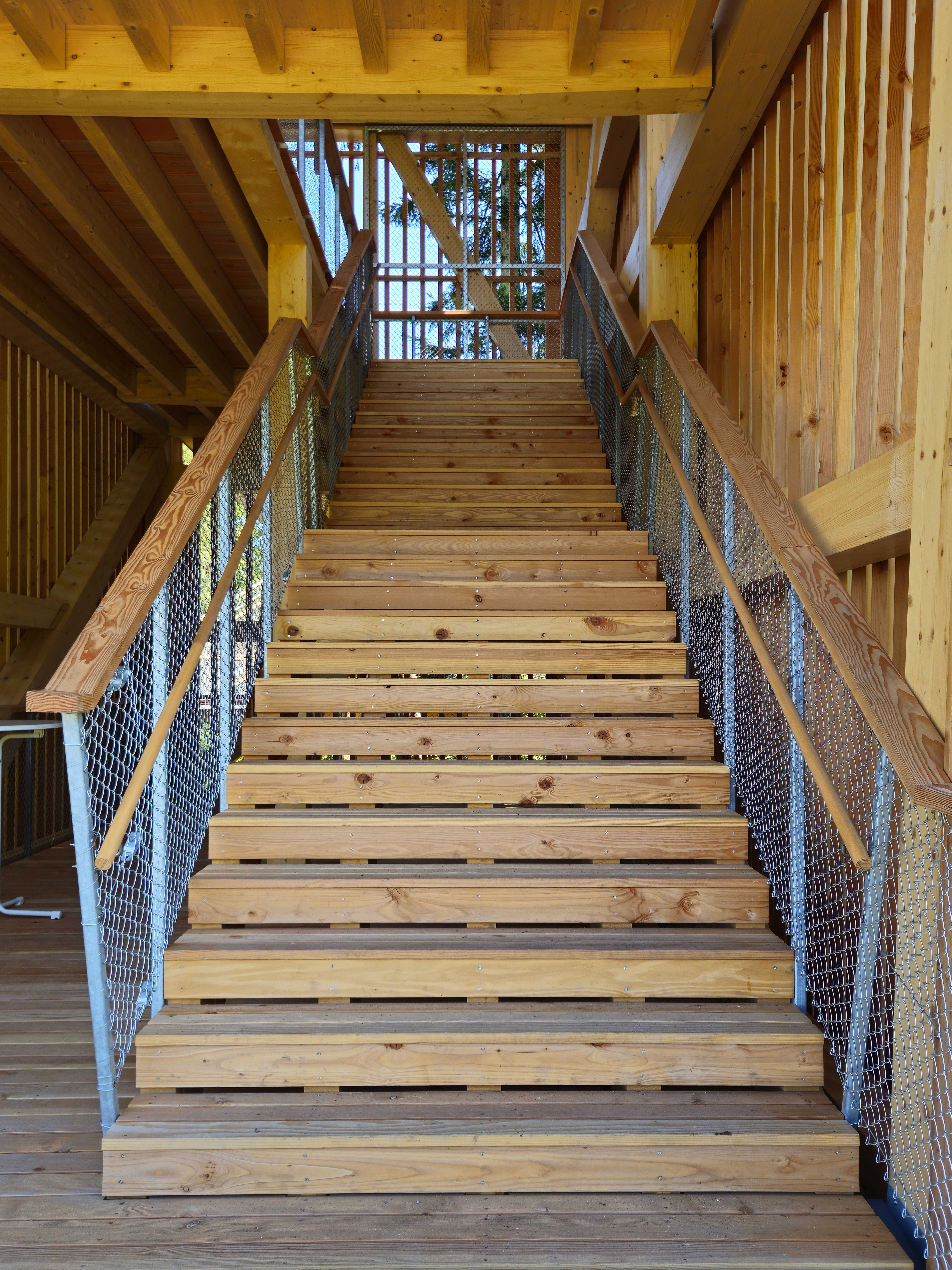
Treppe
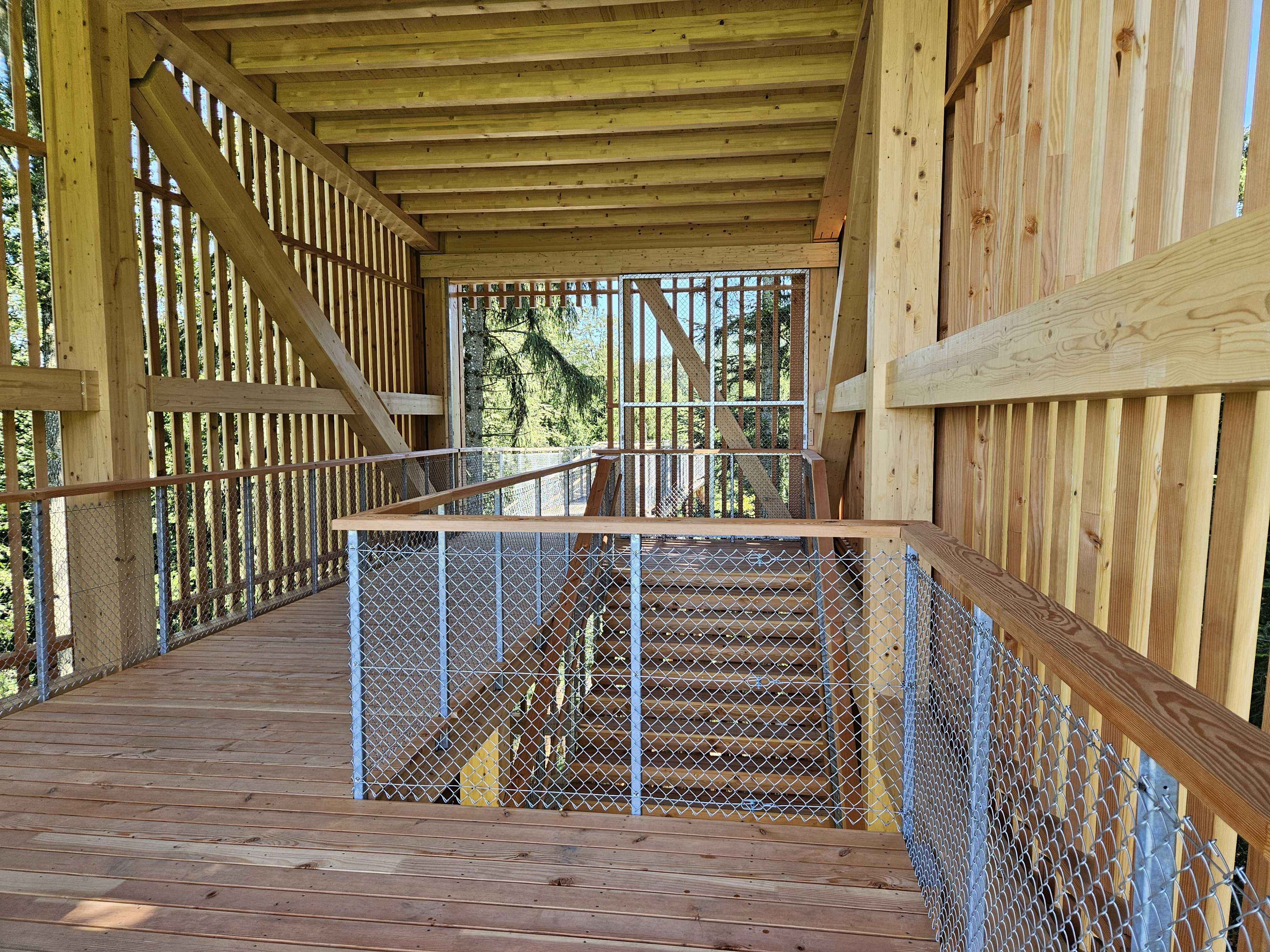
Aussichtsplattform
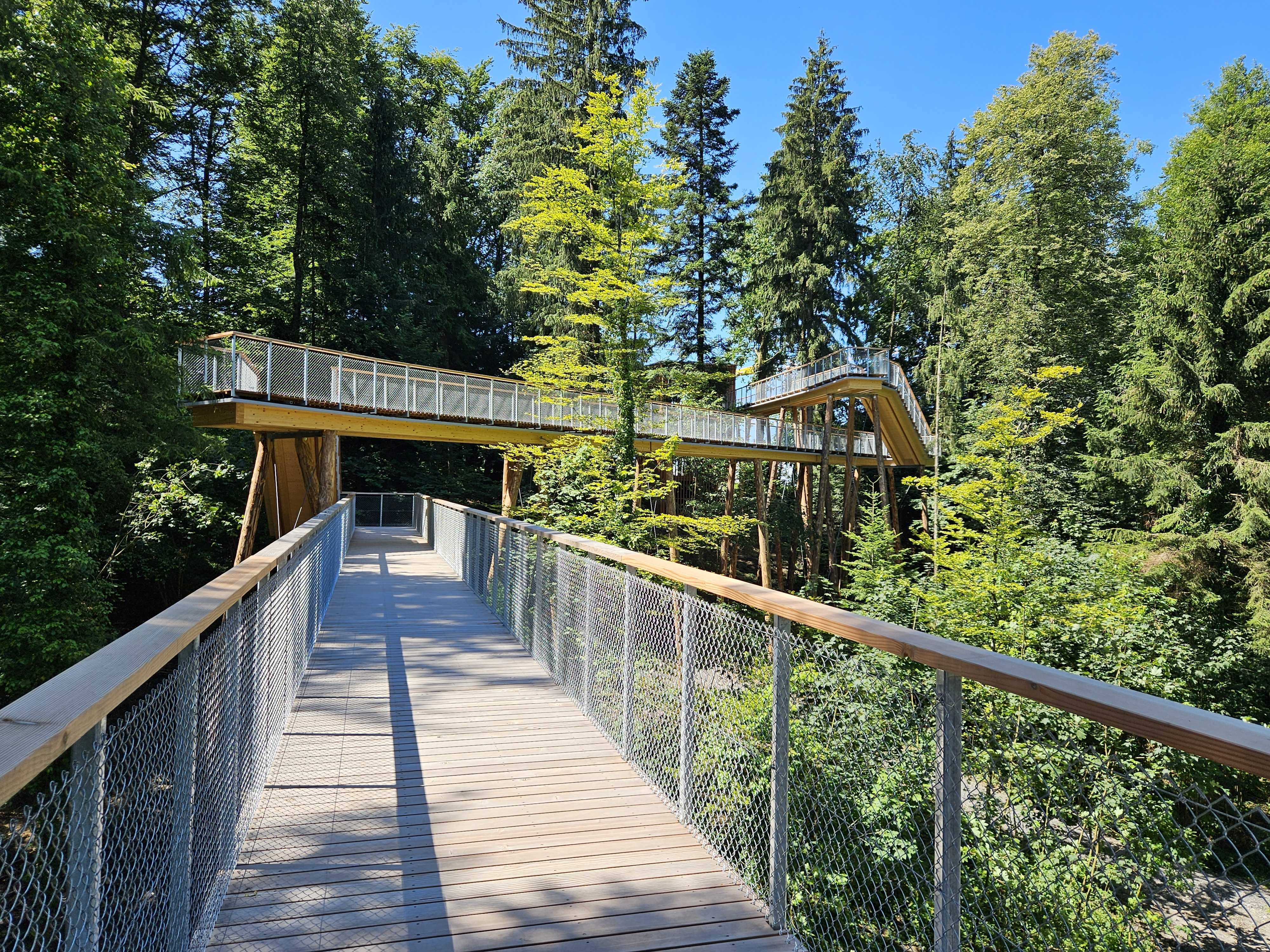
Schlaufensteg